# Urve Tiidus

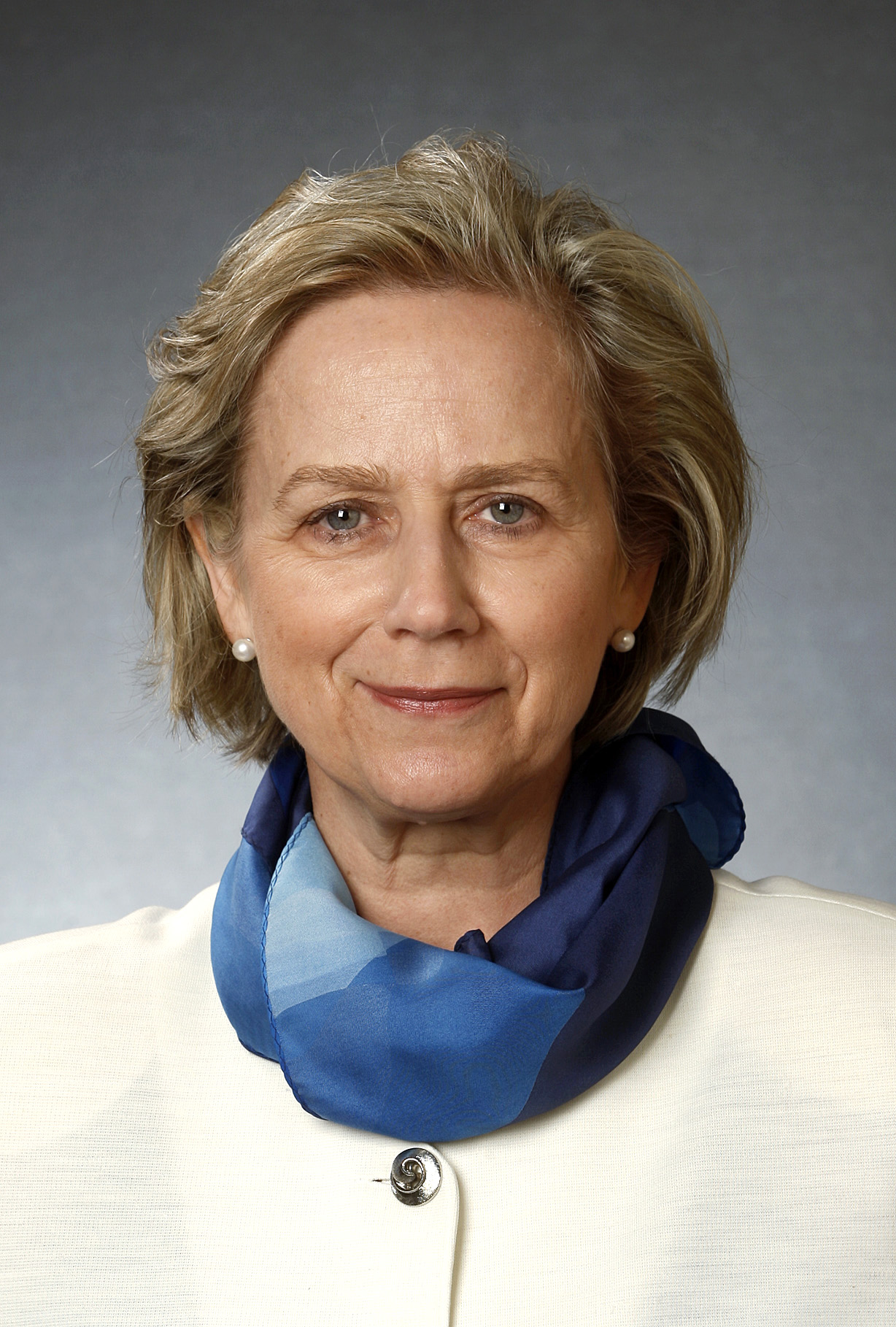
Urve Tiidus (2011)

Urve Tiidus (* 6. Juni 1954 in Rapla) ist eine estnische Politikerin. Sie gehört der liberalen Reformpartei (Eesti Reformierakond) an. Von Dezember 2013 bis April 2015 war sie estnische Kulturministerin.

## Leben und Karriere
Urve Tiidus wurde als Urve Uussaar in der Stadt Rapla geboren. 1972 machte sie ihr Abitur in Tallinn. Anschließend studierte sie bis 1977 Anglistik an der Staatlichen Universität Tartu. Danach ging sie zum estnischen Fernsehen. Dort war sie als Sprecherin und Redakteurin für Kinder- und Jugendsendungen tätig. Sie übersetzte auch aus dem Englischen.
Im Dezember 1998 trat Tiidus der liberalen Reformpartei (Reformierakond) bei. Von 1999 bis 2001 war sie Leiterin der Kultur- und Bildungsabteilung in der Stadtverwaltung von Kuressaare auf der Insel Saaremaa. 2001 wechselte sie als Nachrichtensprecherin und „Anchorwoman“ zum privaten estnischen Fernsehsender Kanal 2.
Von 2005 bis 2011 war Tiidus Oberbürgermeisterin der Stadt Kuressaare. Bei der Parlamentswahl 2011 wurde sie für die Reformpartei als Abgeordnete ins estnischen Parlament (Riigikogu) gewählt.
Im Dezember 2013 wurde Tiidus im Kabinett von Ministerpräsident Andrus Ansip zur Kulturministerin ernannt. Ihr Vorgänger, Rein Lang, war zurückgetreten, nachdem ihm Opposition und Journalistenverbände eine Beeinflussung der staatlich geförderten Kulturzeitung Sirp vorgeworfen hatten. Nach dem Ende der Regierungskoalition hat sie dasselbe Amt in der Koalitionsregierung unter Ministerpräsident Taavi  inne.
Am 9. April 2015 schied Tiidus mit der Bildung einer neuen Koalitionsregierung aus dem Kabinett aus. Sie kehrte als Abgeordnete ins estnische Parlament zurück.

## Privatleben
Urve Tiidus ist verheiratet. Sie hat einen Sohn und eine Tochter.